# Ништа није истина и све је могуће
Ништа није истина и све је могуће (енгл. Nothing Is True and Everything Is Possible) је публицистичка књига Питера Померанцева објављена 2014. године. Фокусира се на политичка дешавања у Русији почетком 21. века и културу руских медија.
Књигу је у Србији објавила издавачка кућа Лагуна 2015. године, у преводу Татјане Милосављевић.

## Синопсис
Путовање у блештаво, надреално срце Русије двадесет првог века: у живот Анђела пакла убеђених да су месије, професионалних убица уметничке душе, некадашњих неконвенционалних позоришних редитеља који данас повлаче конце у Кремљу, секти које врбују супермоделе, постмодерних диктатора и олигарха револуционара.
Тај свет у којем све пршти од новог новца и нове моћи мења се толико брзо да потире сваки осећај стварности; живот се у њему доживљава као захуктали, гламурозни маскенбал где се идентитет лако мења, једнако као што су променљиве и све вредности. Он је дом новом облику ауторитаризма, далеко суптилнијем од оних какве знамо из двадесетог века, чије нагло ширење представља изазов за светски поредак.

## Пријем
Меган Макдоног из The Washington Post-а написала је да је дело „узбудљиво и узнемирујуће”. Тони Вуд из The Guardian-а написао је да књига показује да су „корени” психолошког поретка били „немир и делиријум постсовјетских трансформација земље” додао да је ово „невероватно занимљива прича о стварању Путинове Русије”.